# Zębatka

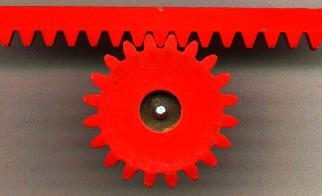
Zębatka z kołem zębatym

Zębatka z kołem zębatym (animacja)

Zębatka – w budowie maszyn jest to listwa zębata współpracująca z kołem zębatym w przekładni zębatej liniowej.
Zębatkę można traktować jako szczególny przypadek koła zębatego, w którym średnica koła podziałowego d = ∞. W zębatce zamiast o kole podziałowym mówi się o linii podziałowej.
Zębatka liniowa może być zakrzywiona lub tworzyć okrąg o znacznym promieniu. Taką zębatkę nazywa się zębatką koronową. Jeśli średnica zębatki koronowej jest niewielka, koniecznym staje się korekcja zbieżności zęba, a przekładnia z taką zębatką staje się podobna do przekładni stożkowej. Przekładnie z zębatkami koronowymi mają zazwyczaj niskie przełożenia.
Przekładnie liniowe stosuje się między innymi w mechanizmie przesuwu stołu obrabiarki.
Przekładnię z zębatką koronową stosuje się między innymi w napędzie obrotów żurawi i innych ciężkich maszyn budowlanych. Archaicznym przykładem takiej przekładni jest kierat.
Nota: Ostatnimi czasy zębatkami mylnie określa się koła pasowe zębate współpracujące z pasami zębatymi oraz koła zębate w przekładniach łańcuchowych i ogólnie wszelkie koła zębate.